# Вылково (Алтайский край)
Вылково — село в Тюменцевском районе Алтайского края России. Административный центр и единственный населённый пункт Вылковского сельсовета.

## География
Село расположено на северо-западе края, в восточной части Кулундинской равнины на обоих берегах р. Кулунда. Рельеф равнинный (Приобское плато). Климат континентальный. Средняя температура января −18,4 °C, июля +19 °C. Годовой уровень атмосферных осадков — 380 мм.
Село примыкает к Кулундинскому ленточному бору.
Посередине села р. Кулунда образует 2 русла образуя остров, далее оба русла снова переходят в одно. 
Почвы — выщелоченные чернозёмы.
В ленточном бору произрастают сосна, берёза, боярышник, осина, черёмуха, ива, облепиха, калина. Обитают из зверей — лось, косуля, рысь, барсук, колонок, корсак, бобр, ондатра, заяц-русак, янотовидная собака; из птиц белая и серая утка, белые и серые гуси, тетерев, косачи, куропатки.
Высота центра 165 м. над у.м.

## История
Первое упоминание села относится к 1726 году. Происхождение названия остаётся не выясненным ,и в разное время претерпевало изменения из "Вилково" (по рассказам сторожил из-за разветвления реки в виде формы "вилки") в "Волково" (из-за большой популяции волков в местном лесу). В "Списке населенных мест по сведениям 1859 года" указано как деревня заводская Вилкова (Вылкова). Далее поселение получило своё современное название "Вылково". Поселение было основано добровольными переселенцами покинувшими Красноярский острог в начале 1700-х годов, преимущественно казаками. Первыми семьями поставившими свои дома на берегу реки Кулунда были Фёдор Макаров с сыновьями Кириллом и Макеем, также семьи Карюкиных, Ульяновых, Пешковых. Вылково попало в 3 ревизию населения в 1763 году, после чего было официально зарегистрировано , поставлено на кадастровый учёт и нанесено на карту. Затем началось медленное заселение небольшими группами переселенцев, преимущественно староверами — Кержаками и беглыми крестьянами. Вторая более крупная волна переселенцев пришлась на середину XIX века, преимущественно состояла из крестьян переселенцев пришедших из Центральной части Российской империи, Брянской, Воронежский, Курской губерний. Потомки первых поселенцев проживают в селе в настоящее время. 
В селе в разное время действовали от 5 до 7 водяных мельниц на реке Кулунда. В конце XIX века в деревне работал кожевенный завод. К началу 1910-х годов имелись маслодельный завод, 6 торговых лавок, 2 пимокатных завода, казенная винная лавка и питейное заведение. Сельские крестьянские дети обучались в одноклассном училище Министерства Внутренних дел. В конце ХIХ — начале ХХ в.в.  в селе была одна из резиденций купца Адриана Ильича Винокурова (в настоящее время здание "кафе"). В окрестностях села, на территории ленточного бора находится "Колчаковка", часть недостроенной Южно-Сибирской магистрали (ЮСМ), возведённая преимущественно военнопленными австро-венграми, чехословаками, немцами и наёмными крестьянами в 1914-1918 гг. также рядом с сооружением стоял деревянный барак вместимостью до 2 тыс. человек. 
После революции 1917 г. и во время гражданской войны в окрестностях села, в местах: "Жуков колок", "Собачий аул" и пр. шли бои "Красных" и "Белых". Власть в селе менялась неоднократно.
В 1926 году была построена ветряная мельница, впоследствии была переоборудована в электрическую. Действовала до конца 1990-х — начала 2000-х годов. Здание сгорело при пожаре 2003 г.  
С 1822 по 1898 г. село входило в состав Барнаульского округа Томской губернии. 
С 1898 по 1917 г. село входило в состав Барнаульского уезда Томской губернии.  
С 1917 по 1925 г. г. Каменского уезда Алтайской губернии. 
С 25 мая 1925 г. вошло в состав Тюменцевского района Сибирского края. 
28 сентября 1937 г. вошло в состав Тюменцевского￼ района Алтайского края. 

## Религия
Во второй половине XIX века деревня входила в состав прихода Никольской церкви села Овечкинского, находившегося в 15 верстах. В 1903 году в "Вилковой"  был построен  храм "Троицы Живоначальной" и учрежден самостоятельный приход в ведении Томской кафедры. В годы советской власти церковная жизнь в селе была подавлена и пресеклась, храм утрачен.
До 1930-х годов близ села (в 3-4 км.от кромки в сторону Овечкино) существовал "Святой ключ",родник с чистой водой. Местные посещали это место, молились. В 1920-30-х годах местными властями для борьбы с верующими было приказано завалить ключ нечистотами (навоз,мусор). С тех пор ключ перестал действовать. 
К началу 2010-х годов в Вылково была зарегистрирована местная православная религиозная организация прихода Церкви имени Казанской иконы Божией Матери. Действует молитвенный дом. Приход относился к Каменскому благочинию Барнаульской епархии.
5 мая 2015 года приход включен в состав новообразованной Славгородской епархии.

## Население
- 1859 - 127 дворов, 590 человек
- 1893 - 200 крестьянских дворов, 1250 человек
- 1899 - 312 дворов, из них 2 некрестьянских, 1833 человека
- 1911 - 612 дворов, 3749 человек
- 1928 - 826 дворов

| 1926  | 1997  | 1998  | 1999  | 2000  | 2001  |
| ----- | ----- | ----- | ----- | ----- | ----- |
| 3738  | ↘2364 | ↗2370 | ↘2312 | ↗2352 | ↘2327 |
| 2002  | 2003  | 2004  | 2005  | 2006  | 2007  |
| ↘2260 | ↘2205 | ↗2222 | ↘2187 | ↗2196 | ↘2182 |
| 2008  | 2009  | 2010  | 2011  | 2012  | 2013  |
| ↘2134 | ↘2066 | ↘2059 | ↘2053 | ↘2000 | ↘1925 |
| 2014  | 2015  | 2016  | 2017  | 2018  | 2019  |
| ↘1887 | ↘1870 | ↗1883 | ↘1860 | ↘1833 | ↘1824 |
| 2020  | 2021  |       |       |       |       |
| ↘1788 | ↘1739 |       |       |       |       |

Национальный состав
Согласно результатам переписи 2002 года, в национальной структуре населения русские составляли 91 %.Также проживают Немцы, Украинцы и пр. 

## Интересные факты
Топоним " Вылково" имеет озеро в Рубцовском районе на юге Алтайского края и село в республике Болгарии.
Одно из условий от местных для новых поселенцев было к концу первого дня прибывания в деревне построить временное  жилище и  "пустить дымок" (затопить печь) к ночи.  Переселенцы выполнившие это условие как правило "приживались".

## Известные уроженцы и люди связанные с селом
- Финк, Владимир Александрович (1958—2005) — советский и украинский футболист.
- Макаров, Василий Маркелович — старшина Советской Армии, участник Великой Отечественной войны, Герой Советского Союза.
- Карлин Александр Богданович - бывший губернатор Алтайского края..
- Серяков Александр Ефимович - Герой Социалистического труда.